# Малокетский сельсовет
Малокетский сельсовет - сельское поселение в Бирилюсском районе Красноярского края.
Административный центр - посёлок Малая Кеть.

## Население
| 2010 | 2012 | 2013 | 2014 | 2015 | 2016 | 2017 |
| ---- | ---- | ---- | ---- | ---- | ---- | ---- |
| 256  | ↘237 | ↘228 | ↘219 | ↘210 | ↘194 | ↘180 |
| 2018 | 2019 | 2020 | 2021 |      |      |      |
| ↘155 | ↘145 | ↘143 | ↘123 |      |      |      |

## Состав сельского поселения
| № | Населённый пункт | Тип населённого пункта          | Население |
| - | ---------------- | ------------------------------- | --------- |
| 1 | Малая Кеть       | посёлок, административный центр | ↘123      |

## Местное самоуправление
Малокетский сельский Совет депутатов
Дата избрания: 14.03.2010. Срок полномочий: 5 лет. Количество депутатов: 7
Глава муниципального образования
- Ивакина Елена Вячеславовна. Дата избрания: 14.03.2010. Срок полномочий: 5 лет